# Lista de prêmios e indicações recebidos por Pirates of the Caribbean
Pirates of the Caribbean é uma série de filmes de aventura e fantasia composta por The Curse of the Black Pearl (2003), Dead Man's Chest (2006), At World's End (2007) e On Stranger Tides (2011). Os três primeiros títulos contaram com direção de Gore Verbinski enquanto o mais recente foi dirigido por Rob Marshall. A franquia inteira foi produzida por Jerry Bruckhmeier com roteiros de Ted Elliott e Terry Rossio, tendo como base um brinquedo num dos parques temáticos do Walt Disney World. A franquia lançou diversos personagens que acabaram por popularizá-la, como o emblemático Capitão Jack Sparrow (Johnny Depp), Will Turner (Orlando Bloom), Elizabeth Swann (Keira Knightley) e o antagonista Hector Barbossa (Geoffrey Rush). 
The Curse of the Black Pearl foi o quarto filme mais lucrativo de 2003 (perdendo somente para The Lord of the Rings: The Return of the King, Finding Nemo e The Matrix Reloaded). O segundo filme, Dead Man's Chest acabou tornando-se o filme mais lucrativo de 2006 e o sexto mais lucrativo de todos os tempos (atrás somente de Avatar, Titanic, Harry Potter and the Deathly Hallows – Part 2, Transformers: Dark of the Moon e The Lord of the Rings: The Return of the King). At World's End, o terceiro filme da franquia, foi o mais lucrativo lançamento de 2007 e um dos filme a registrar maior bilheteria.
Pirates of the Caribbean recebeu críticas mistas. O primeiro filme, The Curse of the Black Pearl, recebeu avaliação de 78% no site Rotten Tomatoes e angariou pontuação de 7.1/10. Dead Man's Chest recebeu avaliação de 54% no mesmo website. O terceiro título da série de filmes, At World's End, recebeu avaliação de 45% no Rotten Tomatoes e 50% no Metacritic, apesar de críticas divergentes por parte dos avaliadores. On Stranger Tides recebeu críticas mistas, assim como os filmes anteriores, apesar de pontuar em 33% no Rotten Tomatoes. 

## The Curse of the Black Pearl
O primeiro filme da franquia, Pirates of the Caribbean: The Curse of the Black Pearl, foi lançado em 2003 e obteve expressiva bilheteria geral e críticas positivas. A revista Empire, inclusive, considerou-o o "melhor lançamento do verão" e Roger Ebert elogiou a performance de Johnny Depp por sua "originalidade". O filme foi dirigido por Gore Verbinski e produzido por Jerry Bruckheimer, abordando o desastroso envolvimento do ferreiro Will Turner (Orlando Bloom) com o infame Capitão Jack Sparrow (Johnny Depp) para resgatar a bela Elizabeth Swann (Keira Knightley) da tripulação amaldiçoada do Pérola Negra, capitaneado pelo temido Hector Barbossa (Geoffrey Rush).
The Curse of the Black Pearl foi indicado a cinco categorias do Óscar, mas não obteve nenhuma vitória. Foi também indicado a cinco categorias do Prêmio BAFTA, vencendo uma delas; cinco categorias do Prêmio Empire, vencendo uma delas; além de indicações ao Globo de Ouro, MTV Movie, Prêmio Satellite e Prêmio Saturno, entre outros.
| Premiação                    | Categoria                                  | Vencedores e indicados                                                             | Resultado | Ref.          |
| ---------------------------- | ------------------------------------------ | ---------------------------------------------------------------------------------- | --------- | ------------- |
| ASCAP Film Awards            | Filme de Maior Bilheteria                  | Klaus Badelt                                                                       | Venceu    | [ 13 ]        |
| BAFTA Film Award             | Melhor Maquiagem                           | Ve Neill e Martin Samuel                                                           | Venceu    | [ 14 ]        |
| BAFTA Film Award             | Melhores Efeitos Especiais                 | John Knoll, Hal T. Hickel, Charles Gibson e Terry D. Frazee                        | Indicado  | [ 14 ]        |
| BAFTA Film Award             | Melhor Figurino                            | Penny Rose                                                                         | Indicado  | [ 14 ]        |
| BAFTA Film Award             | Melhor Ator Principal em Cinema            | Johnny Depp                                                                        | Indicado  | [ 14 ]        |
| BAFTA Film Award             | Melhor Som                                 | Christopher Boyes, George Watters II, Lee Orloff, David Parker e David E. Campbell | Indicado  | [ 14 ]        |
| Bram Stoker Awards           | Melhor Roteiro                             | Ted Elliott e Terry Rossio                                                         | Indicado  | [ 15 ]        |
| Critics' Choice Movie Awards | Melhor Filme Família                       | The Curse of the Black Pearl                                                       | Venceu    | [ 16 ]        |
| Critics' Choice Movie Awards | Melhor Ator                                | Johnny Depp                                                                        | Indicado  | [ 16 ]        |
| Globo de Ouro                | Melhor Ator em Filme de Comédia ou Musical | Johnny Depp                                                                        | Indicado  | [ 17 ]        |
| Hollywood Film Festival      | Melhor Filme                               | The Curse of the Black Pearl                                                       | Venceu    | [ 18 ]        |
| Hollywood Film Festival      | Melhor Performance                         | Orlando Bloom                                                                      | Venceu    | [ 18 ]        |
| MTV Movie Awards             | Melhor Performance                         | Johnny Depp                                                                        | Venceu    | [ 19 ]        |
| MTV Movie Awards             | Melhor Performance de Comédia              | Johnny Depp                                                                        | Indicado  | [ 19 ]        |
| MTV Movie Awards             | Melhor Filme                               | The Curse of the Black Pearl                                                       | Indicado  | [ 19 ]        |
| MTV Movie Awards             | Melhor Dupla em Cena                       | Johnny Depp e Orlando Bloom                                                        | Indicado  | [ 19 ]        |
| MTV Movie Awards             | Melhor Vilão                               | Geoffrey Rush                                                                      | Indicado  | [ 19 ]        |
| MTV Movie Awards             | Melhor Revelação                           | Keira Knightley                                                                    | Indicado  | [ 19 ]        |
| Óscar                        | Melhor Ator Principal                      | Johnny Depp                                                                        | Indicado  | [ 20 ] [ 21 ] |
| Óscar                        | Melhor Maquiagem                           | Ve Neill e Martin Samuel                                                           | Indicado  | [ 20 ] [ 21 ] |
| Óscar                        | Melhor Edição de Som                       | Christopher Boyes e George Watters II                                              | Indicado  | [ 20 ] [ 21 ] |
| Óscar                        | Melhor Mixagem de Som                      | Christopher Boyes, David Parker, David E. Campbell e Lee Orloff                    | Indicado  | [ 20 ] [ 21 ] |
| Óscar                        | Melhores Efeitos Visuais                   | John Knoll, Hal T. Hickel, Charles Gibson e Terry D. Frazee                        | Indicado  | [ 20 ] [ 21 ] |
| People's Choice Awards       | Melhor Filme Favorito                      | The Curse of the Black Pearl                                                       | Venceu    | [ 22 ]        |
| People's Choice Awards       | Melhor Ator                                | Johnny Depp                                                                        | Indicado  | [ 22 ]        |
| Prêmio Empire                | Melhor Ator                                | Johnny Depp                                                                        | Venceu    | [ 23 ]        |
| Prêmio Empire                | Melhor Atriz Britânica                     | Keira Knightley                                                                    | Indicado  | [ 23 ]        |
| Prêmio Empire                | Melhor Filme                               | The Curse of the Black Pearl                                                       | Indicado  | [ 23 ]        |
| Prêmio Empire                | Melhor Revelação                           | Mackenzie Crook                                                                    | Indicado  | [ 23 ]        |
| Prêmio Empire                | Cena do Ano                                | "Cena do Rum"                                                                      | Indicado  | [ 23 ]        |
| Prémio Hugo                  | Melhor Apresentação Dramática              | The Curse of the Black Pearl                                                       | Indicado  |               |
| Prêmio Satellite             | Melhor Figurino                            | Penny Rose                                                                         | Indicado  | [ 24 ]        |
| Prêmio Satellite             | Melhor Filme - Musical ou Comédia          | The Curse of the Black Pearl                                                       | Indicado  | [ 24 ]        |
| Prêmio Satellite             | Melhor DVD                                 | The Curse of the Black Pearl                                                       | Indicado  | [ 24 ]        |
| Prêmio Satellite             | Melhor Ator em Cinema                      | Johnny Depp                                                                        | Indicado  | [ 24 ]        |
| Prêmio Satellite             | Melhor Ator Coadjuvante em Cinema          | Geoffrey Rush                                                                      | Indicado  | [ 24 ]        |
| Prêmio Satellite             | Melhores Efeitos Visuais                   | John Knoll                                                                         | Indicado  | [ 24 ]        |
| Prêmio Screen Actors Guild   | Melhor Ator Principal em Cinema            | Johnny Depp                                                                        | Venceu    | [ 25 ]        |
| Prêmio Teen Choice           | Melhor Química                             | Keira Knightley e Orlando Bloom                                                    | Venceu    | [ 26 ]        |
| Prêmio Teen Choice           | Melhor Sequência de Ação/Luta              | Johnny Depp e Geoffrey Rush                                                        | Venceu    | [ 26 ]        |
| Prêmio Teen Choice           | Melhor Mentiroso                           | Johnny Depp                                                                        | Venceu    | [ 26 ]        |
| Prêmio Teen Choice           | Melhor Beijo                               | Keira Knightley e Orlando Bloom                                                    | Venceu    | [ 26 ]        |
| Prêmio Teen Choice           | Melhor Revelação Feminina                  | Keira Knightley                                                                    | Indicado  | [ 26 ]        |

## Dead Man's Chest
| Premiação               | Categoria                                  | Vencedores e indicados                                         | Resultado | Ref.   |
| ----------------------- | ------------------------------------------ | -------------------------------------------------------------- | --------- | ------ |
| BAFTA Film Award        | Melhores Efeitos Especiais                 | John Knoll, Charles Gibson, Hal T. Hickel e Allen Hall         | Venceu    |        |
| BAFTA Film Award        | Melhor Figurino                            | Penny Rose                                                     | Indicado  |        |
| BAFTA Film Award        | Melhor Maquiagem e Cabelo                  | Ve Neill e Martin Samuel                                       | Indicado  |        |
| BAFTA Film Award        | Melhor Design de Produção                  | Rick Heinrichs e Cheryl Carasik                                | Indicado  |        |
| BAFTA Film Award        | Melhor Som                                 | Christopher Boyes, George Watters II, Paul Massey e Lee Orloff | Indicado  |        |
| Globo de Ouro           | Melhor Ator em Filme de Comédia ou Musical | Johnny Depp                                                    | Indicado  |        |
| Grammy Awards           | Melhor Álbum de Trilha Sonora              | Hans Zimmer                                                    | Indicado  |        |
| Hollywood Film Festival | Melhores Efeitos Especiais                 | John Knoll                                                     | Venceu    | [ 27 ] |
| Kids' Choice Awards     | Filme Favorito                             | Dead Man's Chest                                               | Venceu    | [ 28 ] |
| Kids' Choice Awards     | Ator Favorito                              | Johnny Depp                                                    | Indicado  | [ 28 ] |
| Kids' Choice Awards     | Atriz Favorita                             | Keira Knightley                                                | Indicado  | [ 28 ] |
| MTV Movie Awards        | Melhor Filme                               | Dead Man's Chest                                               | Venceu    | [ 29 ] |
| MTV Movie Awards        | Melhor Performance Masculina               | Johnny Depp                                                    | Venceu    | [ 29 ] |
| MTV Movie Awards        | Melhor Performance Feminina                | Keira Knightley                                                | Indicado  | [ 29 ] |
| MTV Movie Awards        | Melhor Vilão                               | Bill Nighy                                                     | Indicado  | [ 29 ] |
| Óscar                   | Melhores Efeitos Visuais                   | John Knoll, Hal T. Hickel, Charlie Gibson e Allen Hall         | Venceu    |        |
| Óscar                   | Melhor Direção de Arte                     | Rick Heinrichs e Cheryl Carasik                                | Indicado  |        |
| Óscar                   | Melhor Edição de Som                       | Christopher Boyes e George Watters II                          | Indicado  |        |
| Óscar                   | Melhor Mixagem de Som                      | Paul Massey, Christopher Boyes e Lee Orloff                    | Indicado  |        |
| People's Choice Awards  | Filme Favorito                             | Dead Man's Chest                                               | Venceu    | [ 30 ] |
| People's Choice Awards  | Filme de Drama Favorito                    | Dead Man's Chest                                               | Venceu    | [ 30 ] |
| People's Choice Awards  | Casal em Cena Favorito                     | Keira Knightley e Johnny Depp                                  | Venceu    | [ 30 ] |
| Prêmio Empire           | Melhor Ator                                | Johnny Depp                                                    | Indicado  | [ 31 ] |
| Prêmio Empire           | Melhor Atriz                               | Keira Knightley                                                | Indicado  | [ 32 ] |
| Prêmio Empire           | Melhor Filme de Fantasia/Ficção Científica | Dead Man's Chest                                               | Indicado  | [ 33 ] |
| Prêmio Empire           | Cena do Ano                                | "Luta de Espadas no Moinho"                                    | Indicado  | [ 34 ] |
| Prêmio Satellite        |                                            |                                                                |           |        |
| Prêmio Saturno          |                                            |                                                                |           |        |